# 克雷恩巴赫河
48°22′14.7″N 10°21′32″E / 48.370750°N 10.35889°E
克雷恩巴赫河（德語：Krähenbach），是德國的河流，位於該國東南部，由巴伐利亞負責管轄，屬於卡梅爾河的右支流，河道全長7.4公里，流域面積11.3平方公里。